# Durrës (prefeitura)
Durrës (em albanês:  Qarku i Durrësit) é uma prefeitura da Albânia. Sua capital é a cidade de Durrës.

## Distritos
- Krujë
- Durrës